# StopFake
StopFake — украинский интернет-проект, созданный в 2014 году и занимающийся фактчекингом. На сайте проекта публикуются сведения о фейковых новостях из различных источников и объясняется, почему материалы не соответствуют действительности.

## История
StopFake был запушен как волонтёрский интернет-проект в марте 2014 года Ольгой Юрковой, Евгением Федченко, студентами и преподавателями Могилянской школы журналистики..
Шеф-портала Delo.UA Катерина Венжик в беседе с корреспондентом сетевого издания Лента.ру, относительно истории создания, заявила следующее: «Просто на выходных обсуждали, что делать со всем этим потоком информационного, простите за прозу, дерьма, которое выливается и в наше, и в ваше пространство… Начали с предложения работать с иностранными журналистами, потому что они тоже зачастую берут изначально неправильные исходные данные. Потом решили, что и для своих тоже неплохо бы проводить пояснительную работу. Так довольно быстро пришли к тому, что нужен сайт, на котором собирались бы фейки и сразу [давалось бы] их опровержение. Лучше ― на нескольких языках».
Изначально сайт StopFake.org был создан для борьбы с фейками о событиях в Украине и разоблачения пропаганды, однако позднее тематика его разоблачений была расширена. По состоянию на 2020 год сайт функционирует на тринадцати языках и занимается не только опровержение фейков, но и созданием архива пропаганды, его анализом, проведением тренингов по верификации информации.
По состоянию на 2021 год сайт заблокирован в России, при этом в официальном реестре Роскомнадзора он не находится.

## Сотрудничество и финансирование
Финансовую помощь проекту оказывали Международный фонд «Возрождение», Национальный фонд демократии, министерство иностранных дел Чешской республики, посольство Великобритании на Украине и Sigrid Rausing Trust.
Начиная с марта 2020 года, StopFake и VoxCheck (проект платформы VoxUkraine) стали партнёрами фактчекинговой программы Facebook на Украине, получив право удалять те учётные записи и контент, которые расцениваются как нарушающие стандарты сообщества или же его рекламную политику, бороться с распространением дезинформации и фальшивыми новостями, а также информировать обо всём этом пользователей социальной сети, предоставляя дополнительные подробности и контекст о постах.
В июле 2020 года украинская журналистка Екатерина Сергацкова опубликовала в сетевом издании «Заборона» статью о связях StopFake с ультраправыми. После этого она стала объектом преследований и угроз и бежала из Киева, опасаясь за свою жизнь. В её защиту высказалась организация Human Rights Watch. Редакция StopFake отвергает обвинения в наличии связей с ультраправыми и предвзятости, называя статью Сергацковой частью кампании клеветнических «информационных атак».
В июле 2020 году StopFake стала партнёром Национального совета по вопросам телевидения и радиовещания, договорившись о сотрудничестве в сборе, мониторинге, обработке и анализе дезинформации.

## Оценки и критика
Московский корреспондент The New York Times Эндрю Крамер отмечает, что StopFake «высоко уважается в журналистских кругах в Киеве» за его разоблачения недостоверных новостей, а также что StopFake разоблачало некоторые крупные недостоверные новости об Украине.
Писатель и журналист Politico Виджай Махешвари (англ. Vijai Maheshwari) называет журналистскую школу StopFake «волшебниками» в развенчивании недостоверных новостей.
Корреспондент радиостанции Голос Америки Вадим Аленичев заявил, что на сайте StopFake можно найти подробное описание методологии работы с информацией, которую проверяет их команда, а сам проект претендует на полную открытость, независимость и непредвзятость.
Издание Meduza пишет, что StopFake помогли разоблачить недостоверность новостей про кадр обстрела малайзийского «Боинга», показанный по «Первому каналу» в 2014 году.

## Награды
В 2014 году сайт получил награду The BOBs за лучший проект на русском языке от издания Deutsche Welle.
В 2016 году основатель сайта Ольга Юркова попала в ежегодный список New Europe 100 для центрально- и восточноевропейских стран, составленный ResPublica, Google, International Visegrad Fund и Financial Times.
В 2017 году получил Премию демократии для организаций, находящихся «на передовой борьбы с глобальной проблемой дезинформации и ложных новостей» от Национального демократического института по международным вопросам.